# Janko Kosmina
Janko Kosmina, slovenski gospodarstvenik in jadralec, * 25. junij 1935, Šempolaj.
Kosmina je za Jugoslavijo nastopil na Poletnih olimpijskih igrah 1960 v Rimu, kjer je z Mariom Fafangelom osvojil osmo mesto.